# Грб Рашке
Грб Рашке је апокрифни (приписани) грб српске историјске области Рашке (лат. Rascia / Rassia), који се у позним хералдичким делима јавља у два облика. Први облик садржи представу три сребрене потковице окренуте надоле, на плавом пољу штита, а јавља се првенствено у илирским грбовницима из периода од краја 16. века до почетка 18. века. Други облик садржи представу једноглавог орла у полету, који у кљуну и канџама држи три потковице, на плавом пољу штита, а јавља се у Стематографији (1741) коју је израдио Христофор Жефаровић. 
Према мишљењу већине хералдичара, не постоје докази да су то били стварни грбови Рашке области у средњем веку, пошто се у поменутим облицима јављају тек касније, заједно са многим другим апокрифним грбовима који су у склопу илирске хералдике приписивани разним областима и породицама, на шта су се надовезале и почесто нејасне представе састављача илирских грбовника о срварним просторним односима између разних историјских области.
Ширењем представа из илирске хералдике, плави грб Рашке са потковицама појављује се у многим европским грбовницима из раног нововековног периода. 
Други грб Рашке, који се јавља у Жефаровићевој "Стематографији" (орао са потковицама) одражава замисли предводника друге велике српске сеобе, патријарха Арсенија IV Јовановића, који био и покровитељ Жефаровићевог дела, а настао је комбинацијом грба Рашке из старијих илирских грбовникагрба са грбом патријарховог зета Атанасија Рашковића, кнеза Старог Влаха и једног од команданата рашке (српске) милиције у Хабзбуршкој монархији (сребрни орао на плавом штиту).   
У модерној хералдици, елементи традиционалног грба Рашке се налазе на грбу општине Прибој, као и на неформалним грбовима и амблемима неких насеља или организација.

## Галерија
- Грб Рашке из
 Фојничког грбовника
- Грб Рашке
(стилизовани облик)
- Средњи грб
 Општине Прибој